# Egon Aghta
Egon August Agtha (* 18. Januar 1918 in Rosenthal, Berlin-Pankow; † 2. Mai 1945 in Berlin-Spandau) war ein deutscher Hauptmann, Feuerwerker und Sprengkommandoführer der Wehrmacht während des Zweiten Weltkrieges.

## Leben
Aghta war zunächst Artilleriesoldat bei der Wehrmacht und wurde kurz nach dem Beginn des Zweiten Weltkriegs als Feuerwerker zum Kriegsfeuerwerkerlehrgang 1939/41 nach Lichterfelde einberufen. Dort wurde er als Sprengmeister zur Entschärfung von Bomben, speziell mit Langzeitzünder, ausgebildet. Er wurde nach erfolgreicher Teilnahme im Großraum Berlin stationiert und einem Sprengkommando zugeteilt. Im Jahre 1942 erlitt er als Oberfeldwebel im Feuerwerkerdienst beim Entschärfen eines englischen Blindgängers bei Oranienburg schwere Verletzungen im Gesicht. Er verlor dadurch den Großteil seines Sehvermögens und musste aufgrund medizinischer Behandlung seinen Dienst niederlegen. Zwei Jahre später kehrte der damals 25-Jährige als Schwerstkriegsgeschädigter, zurück in den Dienst. Aghta diente weiter im Luftgau III (Berlin), wurde zum Leutnant befördert und zum Führer eines Sprengkommandos ernannt. Nach weiterem Einsatz folgte am 3. Februar 1945 die Beförderung zum Oberleutnant und am 12. März 1945 zum Hauptmann im Feuerwerkerdienst. Für sein Wirken wurde ihm am 19. Januar 1945 das Deutsche Kreuz in Gold sowie am 12. März 1945 das Eichenlaub zum Ritterkreuz des Eisernen Kreuzes (778. Verleihung) verliehen.
Aghta war in der letzten deutschen Kriegswochenschau vom 22. März 1945 beim Entschärfen einer Bombe mit Langzeitzünder zu sehen. Wenige Wochen später fiel Aghta bei einem Schusswechsel mit sowjetischen Truppen bei der Verteidigung Berlins zusammen mit einigen Kameraden seines Sprengkommandos.